# Brachymeles cebuensis
Brachymeles cebuensis — вид сцинкоподібних ящірок родини сцинкових (Scincidae). Ендемік Філіппін.

## Поширення і екологія
Brachymeles cebuensis є ендеміками острова Себу. Вони живуть в первинних і вторинних вологих тропічних лісах та в кокосових і бананових гаях, серед опалого листя і гнилої деревини.

## Збереження
МСОП класифікує цей вид як такий, що перебуває на межі зникнення. Brachymeles cebuensis загрожує знищення природного середовища, 